# Maringues
 Maringues  es una población y comuna francesa, situada en la región de Auvernia, departamento de Puy-de-Dôme, en el distrito de Thiers y cantón de Maringues.

## Demografía
| 2,103 | 2,152 | 2,158 | 2,351 | 2,345 | 2,504 |
| Para los censos de 1962 a 1999 la población legal corresponde a la población sin duplicidades (Fuente: INSEE [Consultar]) |       |       |       |       |       |